# NBA ShootOut 2004
NBA ShootOut 2004 é um jogo eletrônico desenvolvido pela 989 Sports lançado em 28 de outubro de 2003 para as plataformas PlayStation e PlayStation 2. O jogo foi o último da série.